# إدغار أدريان
إدغار دوغلاس أدريان (بالإنجليزية: Edgar Douglas Adrian) أو البارون أدريان الأول (بالإنجليزية: 1st Baron Adrian) ـ (30 نوفمبر 1889 ـ 8 أغسطس 1977) هو عالم بريطاني في مجال الفسيولوجيا الكهربية، تحصل على  جائزة نوبل في الطب لعام 1932 مناصفة مع مواطنه تشارلز شرينغتون لأبحاثه عن وظائف الخلايا العصبية (النيورونات).

## حياته
ولد أدريان في هامبستد بلندن، وكان أبوه ألفرد دوغلاس أدريان مستشارًا قانونيًا للحكومة المحلية، وأمه هي فلورا لافينيا بارتون. درس بمدرسة وستمينستر قبل أن يلتحق بجامعة كامبردج، حيث درس العلوم الطبيعية بكلية الثالوث. وقد قضى أدريان معظم سنوات عمره في كامبردج.
بعد حصول أدريان على شهادة الطب سنة 1915، انتقل إلى مستشفى سانت بارثولميو الشهير بلندن وعمل بالطب السريري أثناء الحرب العالمية الأولى، حيث كان يعالج الجنود المصابين الذين لحقت بهم إصابات واختلالات بالأعصاب (مثل صدمة القنبلة). عاد أدريان إلى كامبردج عام 1919، ليبدأ سنة 1925 أبحاثه حول المؤثرات العصبية في الأعضاء الحسية.
تزوج أدريان من هيستر آغنس بينسنت في 14 يونيو 1923 ورزقا بثلاثة أبناء هم:
- آن بينسنت أدريان، التي تزوجت من عالم وظائف الأعضاء ريتشارد داروين كينز
- ريتشارد هيوم أدريان، أو البارون أدريان الثاني (1927 ـ 1995)

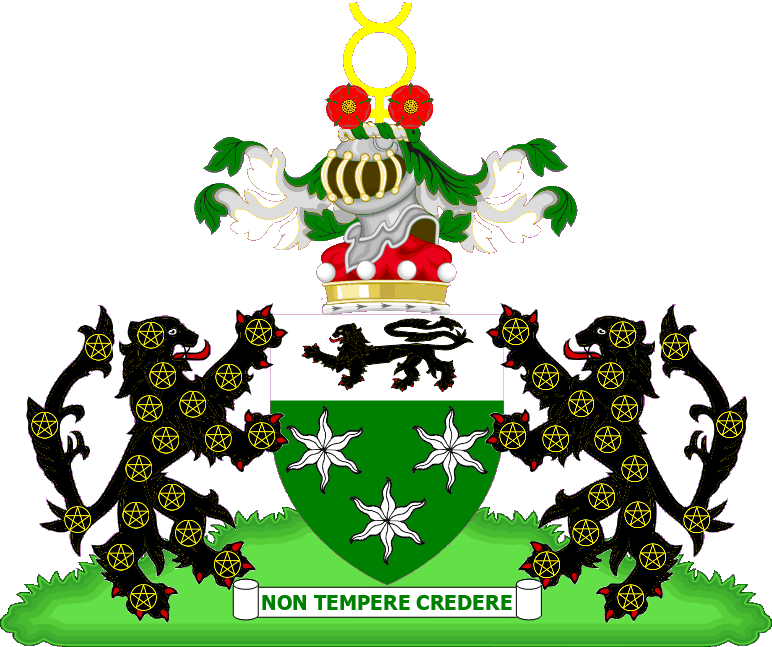
شعار النبالة لإدغار أدريان

- شعار النبالة لإدغار أدريانجينيت أدريان (وهي الشقيقة التوءم لريتشارد هيوم أدريان)[17]

## من المناصب التي شغلها
- أستاذ كرسي فاولرتون (1929 ـ 1937)
- أستاذ علم وظائف الأعضاء بجامعة كامبردج (1937 ـ 1951)
- رئيس الجمعية الملكية (1950 ـ 1955)
- عميد كلية الثالوث بكامبردج (1951 ـ 1965)
- رئيس الجمعية الملكية للطب (1960 ـ 1962)
- مستشار لجامعة كامبردج (1967 ـ 1975)
- مستشار لجامعة ليستر (1957 ـ 1971)

## الجوائز والتكريم
- عضو أجنبي شرفي بالأكاديمية الأمريكية للفنون والعلوم (1938)
- وسام الاستحقاق (1942)
- رتبة بارون (1955)

## روابط خارجية
- إدغار أدريان على موقع الموسوعة البريطانية (الإنجليزية)
- إدغار أدريان على موقع مونزينجر (الألمانية)
- إدغار أدريان على موقع إن إن دي بي (الإنجليزية)